# Himmelsstier

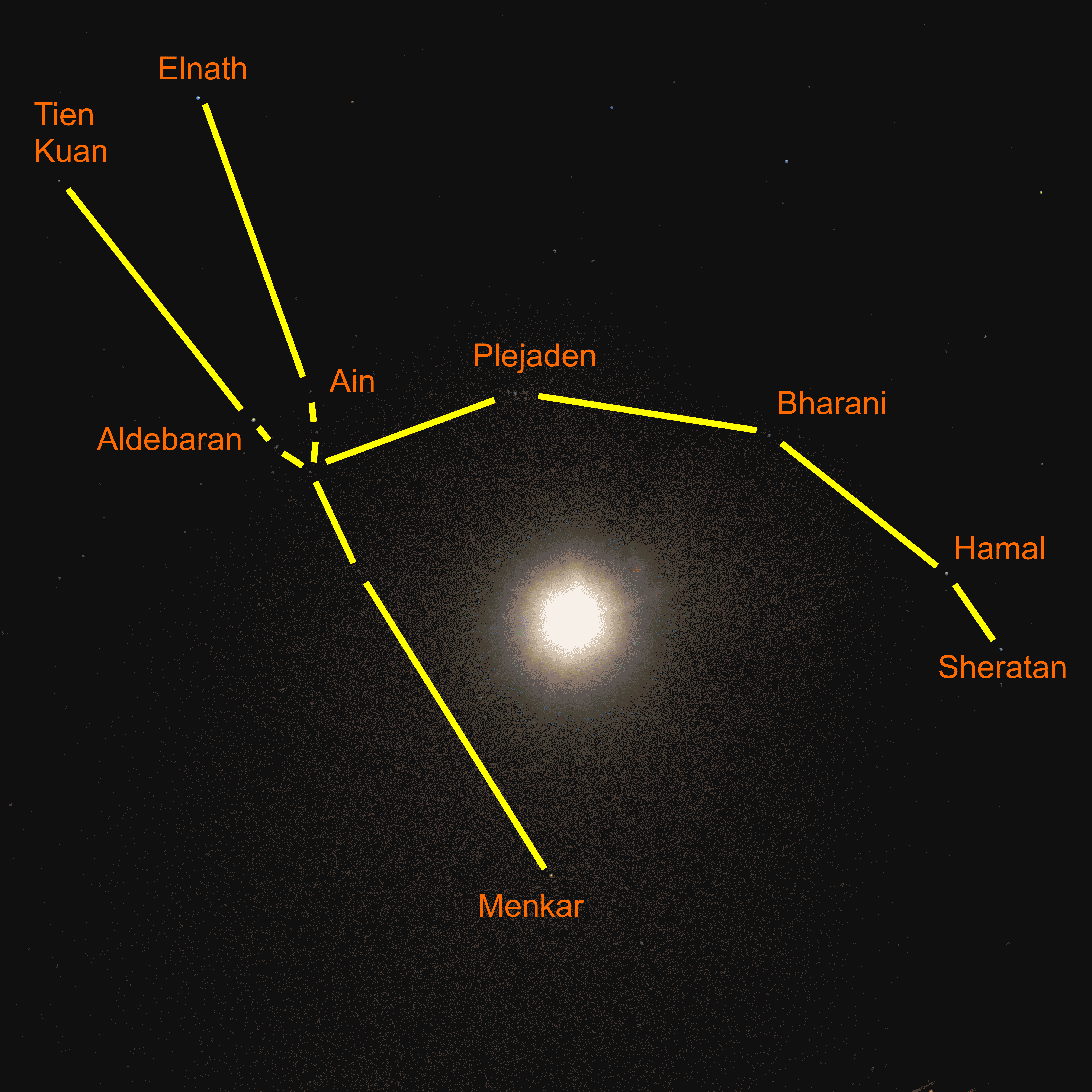
Der Asterismus Himmelsstier mit seinen hellsten Sternen Tien Kuan, Elnath, Aldebaran, Ain und den Plejaden aus dem Sternbild Stier (Taurus) sowie Bharani, Hamal und Sheratan aus dem Sternbild Widder (Aries) und Menkar aus dem Sternbild Walfisch (Cetus). Der Mond zieht einmal im Monat von rechts unten nach links oben durch diese Konstellation, in der Bildmitte ist der Vollmond zu sehen.

Der Himmelsstier ist ein Fabelwesen in mehreren Mythen alter Hochkulturen, das den Göttern zur Seite steht oder einen Schatz bewacht. Die früheste schriftliche Überlieferung stammt aus dem Gilgamesch-Epos, welches das Leben des mesopotamischen Königs Gilgamesch (um 2700 v. Chr.) schildert.
Um die strenge Herrschaft des Königs über die Stadt Uruk zu mildern, erschaffen ihm die Götter einen Gefährten, den "Tiermenschen" Enkidu. Als dieser zum Menschen zivilisiert ist, geht er mit Gilgamesch auf Heldentaten aus. Danach fordert die Liebesgöttin Ischtar den hünenhaften König zur "heiligen Hochzeit" auf, was dieser ablehnt. Ischtar entsendet daraufhin den Himmelsstier, doch gelingt es den beiden Helden, das riesige Tier zu töten.
Der weitere Verlauf des Epos kreist um die Sterblichkeit der Menschen und den Versuch Gilgameschs, ihr zu entgehen. In der Unterwelt erfährt er, wie Utnapischtim (der biblische Noach) durch die Sintflut einen unsterblichen Namen erhielt, und erringt sich durch den Bau der ersten Stadtmauer ewigen Ruhm. Der Himmelsstier aber ziert seither als Sternbild den winterlichen Sternhimmel.
Der Himmelsstier des Gilgamesch-Epos taucht auch in späteren Heldensagen auf – etwa als kretischer Stier und als Vater des Minotauros in der griechischen Mythologie. Eine der Heldentaten des Herakles ist der siegreiche Kampf gegen dieses gewaltige Tier, das er schließlich bändigen kann. Auch eine Querverbindung zur symbolischen Stiertötung im Mithraskult des 1. Jahrtausends ist möglich.
Eine bildliche Darstellung des Asterismus befindet sich in der zweiten Zeichnung der Höhlenmalereien in der Magura-Höhle im heutigen Bulgarien.